# Myrcianthes cisplatensis
Myrcianthes cisplatensis là một loài thực vật có hoa trong Họ Đào kim nương. Loài này được (Cambess.) O.Berg mô tả khoa học đầu tiên năm 1856.